# Paške stijene Velebitskog Kanala (Rt Sv. Nikola – Rt Fortica – Rt Mrtva)
Paške stijene Velebitskog Kanala (Rt Sv. Nikola – Rt Fortica – Rt Mrtva) este o arie protejată (sit de importanță comunitară — SCI) din Croația întinsă pe o suprafață de 5.150,62 ha, integral pe uscat.

## Localizare
Centrul sitului Paške stijene Velebitskog Kanala (Rt Sv. Nikola – Rt Fortica – Rt Mrtva) este situat la coordonatele 44°23′16″N 15°09′37″E / 44.38769°N 15.160348°E.

## Înființare
Situl Paške stijene Velebitskog Kanala (Rt Sv. Nikola – Rt Fortica – Rt Mrtva) a fost declarat sit de importanță comunitară în iulie 2013 pentru a proteja 3 specii de animale.

## Biodiversitate
Situată în ecoregiunea mediteraneană, aria protejată conține 4 habitate naturale: Pajiști uscate din regiunea submediteraneeană estică (Scorzoneratalia villosae), Faleze cu vegetație de Limonium spp. endemic de pe coastele mediteraneene, Pante stâncoase calcaroase cu vegetație casmofită, Grohotișuri est-mediteraneene.
La baza desemnării sitului se află mai multe specii protejate:
- nevertebrate (1): Proterebia afra dalmata
- reptile (2): Elaphe situla, țestoasă bănățeană (Testudo hermanni)

Pe lângă speciile protejate, pe teritoriul sitului au mai fost identificate 1 specie de nevertebrate, 2 specii de reptile.